# Los Sims: animales a raudales
Los Sims: animales a Raudales —en inglés: The Sims: Unleashed— es el quinto paquete de expansión del juego de computadora, Los Sims. Fue lanzado el 25 de septiembre de 2002 en Estados Unidos. La expansión añade perros y gatos domésticos a Los Sims que el jugador puede entrenar, así como la capacidad de practicar jardinería.
Los animales se convirtieron en el tema del pack, ya que, según los desarrolladores, esta era la expansión más codiciada que estaban esperando los jugadores. Los creadores también han agregado nuevos lotes residenciales. Como resultado, Animales a Raudales se convirtió en la expansión más vendida para Los Sims.
La expansión ha recibido críticas en su mayoría positivas. Los críticos la elogiaron por ser un pack elaborado y no lineal de los animales y la introducción de una nueva ubicación Los gráficos obsoletos y la necesidad de invertir demasiado tiempo y recursos en el cuidado de los animales se mencionaron como desventajas.

## Jugabilidad
La expansión añade perros y gatos que pueden ser miembros de la familia. El sim debe cuidarlos, satisfacer sus necesidades básicas de alimentación, aseo y sueño, y también puede entablar amistad con su mascota. El pack introduce una nueva ubicación con áreas residenciales y públicas. Un sim puede ir a una tienda de mascotas a comprar un perro, un gato, un pájaro, una tortuga, un lagarto o un pez. Los perros y gatos se dividen por separado en 12 razas diferentes, pueden ser hembras y machos. Una vez que el jugador elige una mascota, puede darle un nombre para llevar a casa. Los animales también pueden abandonar su camada de gatitos y cachorros.
Una vez que un sim tiene una nueva mascota, debe educar e inculcar ciertos modales a través de recompensas y castigos. Así, el jugador, con base en sus caprichos, puede sacar a relucir ciertos rasgos en el animal, no tienen por qué ser positivos. Además, un sim puede desarrollar las habilidades de su mascota entrenando o enseñándole trucos. Si el sim descuida a la mascota, puede morir, y entonces el fantasma del animal perseguirá constantemente al sim. Un sim con su mascota puede participar en una competencia de mascotas, donde puede ganar un premio si su mascota demuestra obediencia y un buen truco. La expansión también añade la habilidad de cultivar hortalizas, verduras y frutas, para que luego puedan usarse como ingredientes para un plato o venderse. Las plantas deben ser cuidadas, regadas, fertilizadas constantemente y eliminar los parásitos.

## Desarrollo y lanzamiento
Los desarrolladores notaron que las mascotas es lo que los jugadores más quieren ver en Los Sims desde el momento de su lanzamiento. Originalmente, el creador de la serie, Will Wright, tenía la intención de agregar contenido descargable con perros y gatos al juego de forma gratuita. Además, debido al hecho de que los jugadores se quejaron de que hay muy pocas parcelas en la ciudad base, los desarrolladores agregaron una nueva ubicación con una gran cantidad de parcelas. En julio de 2002, se reveló un anuncio de la nueva expansión. El lanzamiento tuvo lugar en varios países. El 8 de enero de 2003, el pack se lanzó en Estados Unidos para computadoras con MacOS.
La expansión fue un gran éxito, convirtiéndose en el juego más vendido en 2002, superando a Medal of Honor: Allied Assault y el juego base de Los Sims y sus otras expansiones.

## Banda sonora
El 19 de diciembre de 2006, se lanzó el álbum The Sims: Unleashed, que contiene todas las bandas sonoras introducidas con la expansión. Las canciones instrumentales fueron compuestas por Mark Russo. En total, la banda sonora incluye 10 canciones con una duración total de aproximadamente 35 minutos.

| N.º | Título                     | Artista    | Duración |  |
| 1.  | «Unleash the Sims»         | Mark Russo | 5:41     |  |
| 2.  | «Sims Unleashed Load Loop» | Mark Russo | 0:59     |  |
| 3.  | «Sim The Blues»            | Mark Russo | 2:35     |  |
| 4.  | «I Got The Sim Blues»      | Mark Russo | 3:37     |  |
| 5.  | «Cruisin' The Delta»       | Mark Russo | 4:10     |  |
| 6.  | «Unleashed Jam»            | Mark Russo | 4:32     |  |
| 7.  | «Down By The River»        | Mark Russo | 3:32     |  |
| 8.  | «Oh Yah La Do»             | Mark Russo | 2:12     |  |
| 9.  | «Ooh Ah»                   | Mark Russo | 3:17     |  |
| 10. | «It's In The Jam»          | Mark Russo | 3:32     |  |

## Recepción
El pack recibió en su mayoría valoraciones mixtas y positivas, las puntuaciones medias según los sitios de reseñas GameRankings y Metacritic son 79%  y 80,25%.
Algunos críticos dejaron reseñas muy favorables. Por ejemplo, los editores de Computer Gaming World llamaron a Animales a raudales una excelente expansión, simplemente necesaria para la instalación en Los Sims. El crítico de Gamers Temple señaló que la nueva incorporación hará que el jugador se enamore, especialmente si ama a los animales. «Es genial ver una expansión que le da tanta vida al juego», comentó. El crítico también calificó al pack como la mayor expansión en términos de agregar nuevas cosas. El mismo juego de animales resultó equilibrado y el cuidado de estos no se convierte en una rutina agotadora. Por separado, Elizabeth McAdam de Computer Gaming World elogió el pack por presentar un mundo de juegos expansivo, cuyos sitios te harán reír en los sitios de Primera cita.
La expansión fue elogiada por Dave Kosak de Gamespy, quien dijo que le dio a Los Sims una nueva vida, y la adición de una nueva área residencial fue una grata sorpresa para los fanáticos de la serie. La reseña también elogió la tan esperada introducción de los animales, sin la cual el juego parece incompleto, así como la habilidad de jardinería. Sin embargo, el crítico notó que con la presencia de ya cinco expansiones, el juego comienza a cargarse lentamente y se congela. Andrew Park de Gamespot señaló que, a pesar de que el motor gráfico obsoleto de Los Sims se hace sentir, Animales a raudales resultó ser una valiosa adición, la jugabilidad de las mascotas y la jardinería está desarrollada a fondo y la expansión sobre mascotas definitivamente atraerá a los fanáticos de Los Sims, sin embargo, amantes de los buenos gráficos y un cómodo control sentirán cierta incomodidad.
Jason Bates de IGN señaló que el juego trata al animal como un miembro de pleno derecho de la familia, mientras que al mismo tiempo el animal conserva su completa independencia. El comportamiento impredecible de los animales solo hace que el juego sea más interesante. Sin embargo, el crítico señaló que el sim tendrá que invertir demasiado tiempo en los animales, cuidándolos y limpiándolos, lo que tarde o temprano puede resultar muy molesto. El sistema de entrenamiento es inteligente y no lineal, es decir, el jugador es libre de educar a su animal como quiera o, por el contrario, puede empeorar sus hábitos. Los críticos estaban indignados por el hecho de que el juego no permite llevar al animal al área pública. La frecuente aparición de animales vagabundos en el sitio, dejando suciedad y cometiendo periódicamente actos vandálicos en el sitio, también provoca una grave irritación. El crítico elogió el sistema de jardinería, sin embargo lo calificó de demasiado complejo, y señaló que si las plantas no se riegan constantemente, seguramente morirán y se tardará demasiado en cuidar el jardín. Por lo tanto, la jardinería es apropiada si tu sim no tiene trabajo ni mascotas. La incorporación de una nueva ubicación fue una agradable sorpresa. Bates concluye que a los jugadores que deseen agregar animales a Los Sims seguramente les encantará Animales a raudales.
Los editores de la revista Maxim Online dejaron una crítica devastadora, comparando las mascotas virtuales con «adorables caballos de Troya, que al principio se ganarán el corazón del jugador, pero después de unas horas de juego, la jugabilidad eventualmente comenzará a parecer increíblemente tediosa y al final la mascota solo será buena para el jugador para ahuyentar a los molestos vecinos». Daruisz Michalski de la revista Top Secret también dejó una crítica negativa, señalando que la jugabilidad de las mascotas está muy mal coordinada con el resto del juego, como resultado, es extremadamente difícil combinar el cuidado del animal y el cuidado del sim en sí mismo. por no hablar de su desarrollo.